# Grachyovsky (huyện của Orenburg)
Huyện Grachevsky (tiếng Nga: ? райо́н) là một huyện hành chính tự quản (raion), của Tỉnh Orenburg, Nga. Huyện có diện tích 1679 km², dân số thời điểm ngày 1 tháng 1 năm 2000 là 17300 người. Trung tâm của huyện đóng ở Grachevka.